# 蚕豆
蚕豆（学名：Vicia faba）是一年生或越年生豆科草本植物，又名胡豆、佛豆、川豆、倭豆、罗汉豆、豌豆（湖北湖南部分地区称谓），原产亚洲西南部和非洲北部。相传西汉张骞出使西域时期传入中国，8世纪左右从中国传入日本。據說為菩提僊那渡日後交給行基種植於兵庫縣的武庫村。

## 形态
一年生或二年生草本；茎方形中空有棱；羽状复叶；花一至数朵腋生，白色或淡紫色花冠带有紫斑。
株高30～180厘米。子叶不出土；主根系发达；茎四棱、中空，四角上的维管束较大，有利于直立生长。羽状复叶，顶端小叶退化呈刺状，无卷须。总状花序，每花梗一般着花2～6朵，淡紫红色、紫白色或白色的蝶形花，自下而上开花。每荚2～8粒种子，荚果肥厚，外被细茸毛，果壁内层有海绵状茸毛；椭圆扁平的种子；乳白、资、褐或青色种皮；有大、中、小粒三个变种。

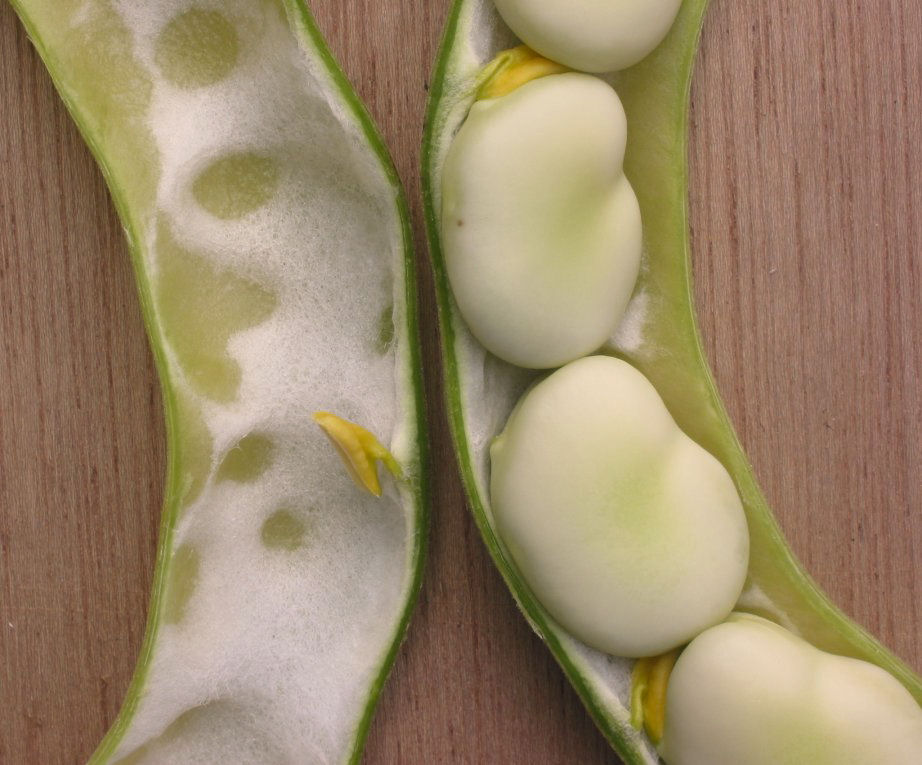

## 名称由来
明代医学家李时珍在《食物本草》中认为：“豆荚状如老蚕，故名”。元代农学家王祯在《农书》中说：“蚕时始熟，故名”；而王貞所說蠶豆實為豌豆，見〈王禎農書〉卷七〈百穀譜集 之二〉豌豆條：「豌豆，種與大小麥同時。來歲三四月則熟。又謂之『蠶豆』，以其蠶時熟也。百穀之中，實為先登。蒸煮皆可便食，是用接新，代飯充饑。」

## 用途
蠶豆做為人類栽培用糧食的時間悠久，在西元前6000年已經在東地中海區域栽種，可能是人類最早期種植的作物種類之一。豆類植物具有固氮作用功能，且蠶豆可在高鹽度土壤中存活，植株也較為耐寒，可作為覆土作物使用。
蠶豆可以作为粮食、蔬菜、药材、饲料、绿肥使用。但患有G6PD缺乏症（蠶豆症）者不可接觸、食用。
- 干燥后的蚕豆可以作为粮食使用
- 新鲜的蚕豆可以作为蔬菜，有煮、炒、做汤等多种做法
- 入药，中医认为蚕豆性平味甘，具有益胃、利湿消肿、止血解毒的功效
- 饲料
- 绿肥
- 古希臘及羅馬認為蠶豆與冥界有關，認為不祥而不愛食用，並將蠶豆用於葬禮儀式。古希臘著名數學家、哲學家畢達哥拉斯還認為蠶豆裡有亡者的靈魂。

## 延伸阅读
[在维基数据编辑]
 《植物名實圖考·蠶豆》，出自吳其濬《植物名實圖考》

## 外部連結
- 蠶豆，candou （页面存档备份，存于） 藥用植物圖像數據庫（香港浸會大學中醫藥學院）（繁體中文）（英文）